# Raktározás

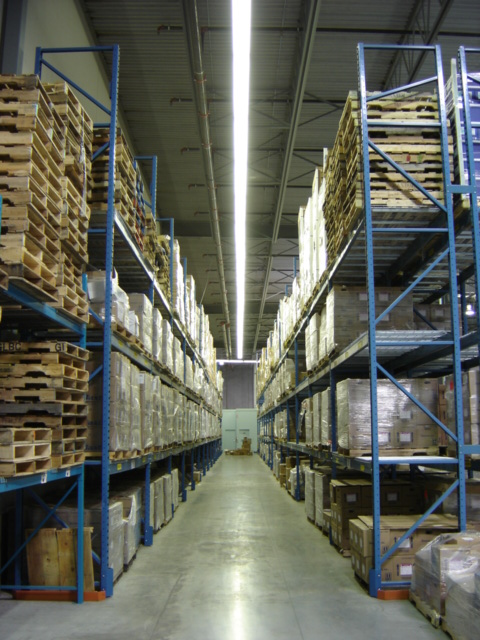
Állvány és raklapok

Raktározásnak az áru tárolására, állagának megóvására, a készletek elhelyezésére szolgáló tevékenységeket nevezzük. A raktározás történhet nyitott és zárt helyen. Nyitott helyen tárolják pl. a szenet, különböző építő anyagipari árukat (pl. sóder, tégla), vasárukat stb.
A logisztikai láncban egymást követő fázisok a raktárakon keresztül kapcsolódnak egymáshoz (termelés vagy a kiszállítás anyagigényeinek biztosítja), így azok nagy szerepet játszanak mind az áru-, mind az információáramlásban.
A raktárakat, raktározási rendszereket elsősorban a különböző munkafolyamatok gazdaságos kapacitási különbségeinek kiegyenlítése teszi szükségessé. Mint például a beszerzéskori optimális mennyiség, amit fuvarjárművel el tudnak szállítani és a gyártósor napi anyagszükséglete.

## A raktár részei
Az általános raktárakban a következő raktár részek lehetnek:
1. Alapvető vagy operatív helyiségek:
  - tárolóhelyiségek
  - expedíciós helyiségek (áruátvétel-átadás tere)
  - az esetleges árufeldolgozás tere (pl. komplettírozás, készletek kialakítása, csomagolás stb.)
  - a raktárfelszerelés (rakodólap, létra stb.) tárolására szolgáló helyiségek.
2. Közlekedő folyosók, lépcsők, átjárók területe.
3. Raktári adminisztráció és a szociális ellátás céljait szolgáló helyiségek (pl. irodák, személyzeti szobák, orvosi szoba stb.).
4. Kisegítő helyiségek (pl. géptermek, javítóműhelyek, kazánházak stb.)

A raktár mint rendszer egészét alkotó legfőbb alrendszerek:
- a raktárban működő anyagmozgató gépek és eszközök
- tároló berendezések és eszközök
- a raktári létesítmények
- közlekedési kapcsolatok
- épület és létesítmény
- energiaellátás

Ezen felül a raktár működéséhez további részrendszerek is szükségesek, mint:
- az információs berendezések és eszközök
- WMS
- áru, tárolóhelyek és erőforrások azonosítása
- feladatok azonosítása
- diszpozíció

## Tárolási rendszerek

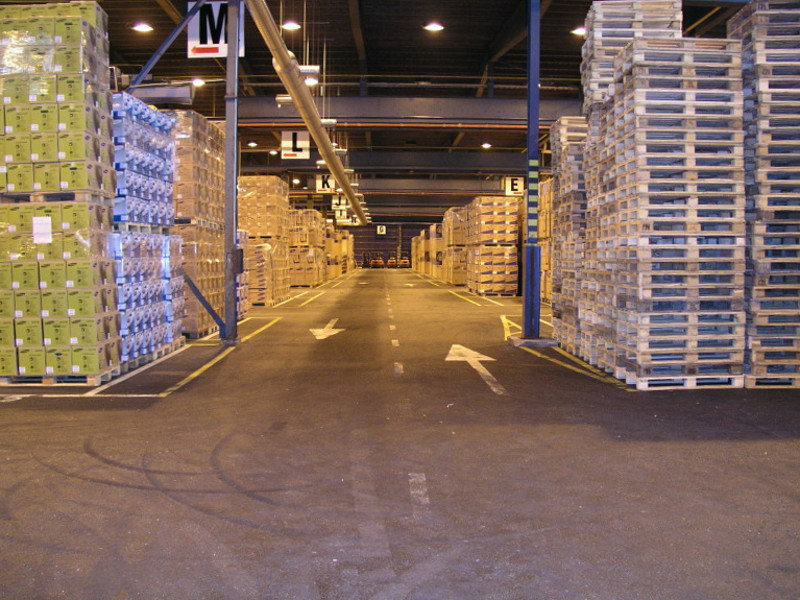
Finn raktár

### Általános darabáru-raktározási rendszerek

#### Állvány nélküli statikus tárolási rendszerek
Akkor használják, ha egy árufajtából nagyobb halmozható mennyiséget kell tárolni és nem szükséges, hogy minden áruegységhez tetszőleges rendszerességgel hozzá lehessen férni. Az ilyen típusú tárolási megoldások esetében a FIFO elv nehezen valósítható meg, illetve gyakori hogy átrendezés és átrakás szükséges a mindennapi operációhoz.
Alapesetei:
- közvetlen halmozás
- sík rakodólapos tárolás
- oldalfalas rakodólapos tárolás

#### Állvány nélküli dinamikus tárolási rendszerek
Abban az esetben, ha lehetőség van automatizálásra megfelelő megoldást nyújthat az állvány nélküli dinamikus tárolási rendszer. Megoldható vele az osztályozás lehetősége, illetve a FIFO elv betartása. Ellenben az anyagmozgató gépek jelentős beruházási költséget és karbantartást igényt generálnak.

#### Állványos, statikus tárolási rendszerek
Az állványos tárolás akkor szükséges ha az áru vagy csomagolása nem rendelkezik kellő szilárdsággal, illetve ha nem lehet belőle megfelelő stabilitású halmazt képezni. Akkor is célszerű, ha követelmény hogy minden árucikkhez a tetszőleges rendszerességgel hozzá lehessen férni.
Főbb változatai:
- polcos állványos tárolás
- állványos tárolás
- rekeszes állványos tárolás
- átjárható állványos tárolás
- bejárható állványos tárolás
- tárolócsatornás tárolás

#### Állványos dinamikus tárolási rendszerek

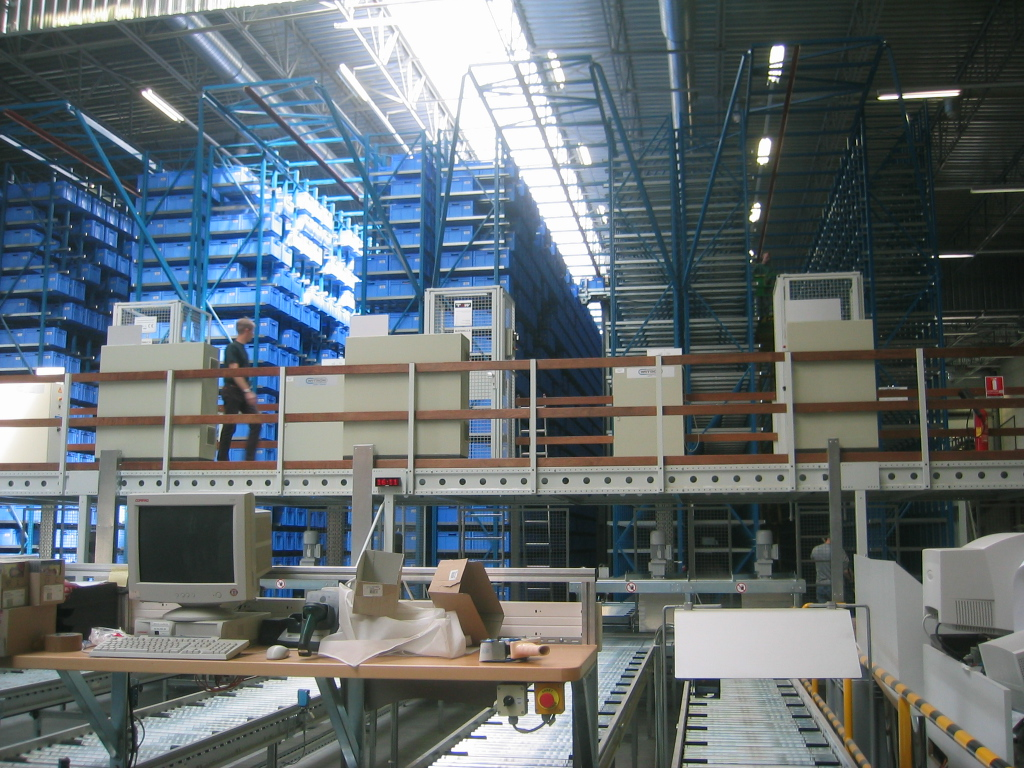
Automatikus raktár

Egy-egy tárolási egység elhelyezése vagy kiemelése esetén, az állványon lévő áru egy része vagy egésze is változtatja helyzetét.
Főbb változatai:
- utántöltős állványos tárolás
- a gördíthető állványos tárolás
- a körforgóállványos tárolás

### Magasraktározási rendszerek
A magasraktározási rendszer olyan állványos tárolási rendszer, amelyben a tárolási magasság az általános emelőtargoncák által elérhető magasságot meghaladja. Itt az áruknak állványokra helyezését az állványok közötti folyosókban mozgó felrakógépek vagy felrakótargoncák végzik.
Típusai:
- Teljes egységrakományok tárolására alkalmas: megbontatlan egységrakományokat tárolnak.

- Komissiózó: lehetővé teszi a kiszállítási egység különböző árufajtákból való összeállítását.

- Kombinált magasraktár: a tároló és a komissiózótér egy egységet képez.

### Raktárak csoportosítása
A raktárakat az ott elvégzendő műveletek technológiája, tárolt készletek tulajdonságai és rendeltetése alapján csoportosíthatjuk. Ezek szerint a raktárak lehetnek:
- gyűjtő (begyűjtő raktárak - speciális esetekben pl. - jövedék vagy bűnügyi, esetleg katasztrófa v. háborús helyzetben)
- kereskedelmi és ipari áruraktárak (nagyobb gyártók és nagyobb kereskedelmi vállalatok raktárai)
- közlekedési, átmenő (transit - eleve átmenő készletek tárolására szolgálnak - legismertebbek a vámraktárak)
- üzemi (nagyobb gyártók alegységei) és
- készlettároló (nemzetgazdasági ellátási célokat megvalósító)

raktárak.
Rendkívül fontos, hogy a raktárakat általános értelemben kiépítettségük alapján szokás csoportosítani:
- teljesen zárt raktárak (áru védelme kikényszeríti)
- félig zárt raktárak (áru védelme megengedi, sőt igényli pl. szárítóraktárak szellőztetés nélkül a mezőgazdaságban - félig nyitottak)
- nyitott tárolóhelyek (pl. tüzelő- és építőanyagtelepek).

## Külső hivatkozások
- Raktár.lap.hu - linkgyűjtemény
- Raktártechnika.lap.hu - linkgyűjtemény
- http://www.innolog.hu/

## Könyvek
- ’’Munka- és üzemszervezés’’ Szerkesztő: Dr.Forgács Tibor: Munka- és üzemszervezés a kereskedelemben. Egyetemi Nyomda. 1. kiadás. Budapest: Közgazdasági és Jogi Könyvkiadó. 1967.   170. o.  Raktárak csoportosítása